# 神の軍隊
神の軍隊（かみのぐんたい、ビルマ語: ဘုရားသခင်၏ တပ်မတော်、英語: God's Army）は、ミャンマーのキリスト教カレン系反政府武装勢力である。1997年の創立時点でおよそ10歳であった双子の兄弟、ジョニー・トゥーとルーサー・トゥーを指導者とし、カレン民族同盟（KNU）およびその軍事部門であるカレン民族解放軍（KNLA）から分派した。ミャンマー＝タイ国境を拠点とし、1999年在バンコクミャンマー大使館占拠事件をはじめとするゲリラ作戦をおこなった。

## 創立
神の軍隊は、ミャンマー東部のカレン族居住地域で設立された。カレン民族同盟（KNU）を筆頭とするカレン族系組織は、同組織が創立した時点ですでに、ミャンマー（ビルマ）中央政府と50年以上にわたり武力衝突を繰り返していた。1990年代初頭、ミャンマー軍は同地域に石油のパイプラインルートを確保するため、大規模な作戦を開始した。神の軍隊は1997年、ジョニー・トゥーとルーサー・トゥーの主導により設立された。この時点で、2人はおよそ10歳であったと推測されている。彼らの支持者には、この双子は「精霊信仰の力とキリスト教の力」を併せもつと信じている者もいた。支持者の信じるところによれば、キリスト教を信仰し、民族自治を求めるゆえにカレン族を迫害していたミャンマー当局から村を守った比類なき存在であった。中央政府は村々を破壊し、反抗するカレン族兵士を殺害し、何十人もの女性を強姦し、何千人もの難民をうみだしたが、双子は「神の軍隊（God's Army!）」と叫んでミャンマー軍と対決し、自らの軍勢を勝利に導いたという。神の軍隊の「伝説」は、既存の反政府勢力であるKNUが腐敗しており無力であると考える人びとに受け入れられ、戦争孤児を中心とする武装勢力が生まれた。神の軍隊の構成員には自らを「Jesus Warriors」「Jesus Commandos」などと呼ぶものもいた。KNUの Padu Kwe Htoo Win は、この組織を「カセードーの神の軍隊（Kaserdoh God's Army）」と呼んでいる。

## 活動
同組織は、ミャンマー＝タイ国境山岳部の、密林地帯を拠点とした。禁欲的な生活を旨とするキリスト教系ゲリラであり、性交・飲酒および牛乳・卵・豚肉を飲食することが禁じられていた。1998年時点で500人ほどの戦力を有していたと考えられているが、2000年初頭までに100～200人まで戦闘員は減少していた。多くは難民となっている自らの家族を支えるため組織から離脱したが、ほかに個人的な理由で離脱した者もいた一方で、同地域には21,000人のミャンマー軍兵士が駐屯していた。1999年10月には「ビルマ学生壮士会」を名乗るグループが神の軍隊とともに、バンコクのミャンマー大使館を占拠する事件をおこした（1999年在バンコクミャンマー大使館占拠事件）。人質の安全と引き換えに、タイ政府がグループをミャンマーにある拠点に脱出させたことによって事件は解決したものの、ミャンマー政府は同事件を「純粋なテロ行為である」と非難した。
2000年1月24日、神の軍隊はタイ・ラーチャブリーの病院を占拠する事件をおこした。同組織は300人の患者と病院職員を人質にとり、国境地帯でのタイ軍によるカレン族武装勢力への攻撃停止と、負傷者の治療を訴えた。戦闘員は病院内にブービートラップをしかけ、病院を爆破すると脅迫したものの、タイ当局は翌25日に国際テロ対策部隊を強行突入させ、犯行グループの戦闘員10人すべてを射殺した。

## 解散
2001年1月、トゥー兄弟は神の軍隊の構成員14人とともにタイ政府に投降した。2人はタイのミャンマー難民キャンプで生活していたものの、2006年7月にはジョニー・トゥーは8人の構成員とともにミャンマー軍に対する降伏を宣言した。双子の家族はニュージーランドに移民した。ジョニーは難民キャンプに戻った後、タイの村落に移住した。ルーサーは2009年にスウェーデンに移民し、ヴェストラ・イェータランド県のヨーテーネで生活し、コミュニティセンターに勤務した。彼はスウェーデンでカレン難民の女性と結婚したものの離婚し、ミャンマーに戻った。2021年、ルーサーは神の軍隊を再結成し、アウンアウンチョー（Aung Aung Kyaw）率いる全ビルマ独立軍（All Burma Independence Army）に加わった。